# Der dritte Handschuh
Der dritte Handschuh ist ein in schwarz-weiß gedrehtes Kriminalfernsehspiel von Eberhard Itzenplitz, das in zwei Teilen am 21. und 22. Januar 1967 in der ARD erstgesendet wurde. Die Produktion entstand im Auftrag des WDR.

## Handlung
Als Wendelin Dreyer, Angestellter der Kassandra-Werke, eines morgens zur Arbeit fahren will, steht Felix Stockart vor seiner Tür. Kurze Zeit später beobachtet Volker, ein Junge aus der Nachbarschaft, durch ein Fenster der Garage, wie Dreyer einen leblosen Körper in den Kofferraum seines Wagens hievt und davonfährt. Gegen 8 Uhr 30 betritt er das Bankhaus Fries und lässt sich Lohngelder in Höhe von knapp 240.000 D-Mark aushändigen. Gegen 11 Uhr verständigt das Unternehmen die Polizei, da Dreyer nicht mit dem Geld erschienen sei. 
Die Zeitungen berichten an diesem Morgen von der Festnahme eines Brandstifters, der vor einigen Jahren in Remscheid den Tod von fünf Menschen in einem Hotel zu verantworten hatte. Hauptkommissar Ketterle, der diese Meldung ebenfalls gelesen hat, wird mit der Suche nach dem verschwundenen Dreyer beauftragt und schickt seinen Assistenten Hornschuh zum Hause Dreyer. Dort trifft er auf Ingrid Dreyer, die mit ihrem Vater im Hamburger Stadtteil Farmsen zusammenlebt. Diese hat inzwischen von Volkers Beobachtungen in der Garage erfahren und versucht, Stockart telefonisch zu erreichen, doch seine Frau weiß angeblich nicht, wo er sich aufhält. Hornschuh gegenüber gibt sie sich ausgesprochen wortkarg.
Am nächsten Abend findet die Polizei am Hafen Dreyers Wagen, auf dem Fahrersitz liegt ein Handschuh. Die kriminaltechnische Untersuchung ergibt, dass der Wagen vor seinem Auffinden in ländlichem Gebiet unterwegs gewesen sein muss, außerdem wurden zwischendurch die Nummernschilder abgeschraubt und durch falsche ersetzt. Der Bankangestellte Husemann schildert Ketterle den Ablauf der Geldübergabe, bei der Dreyer Handschuhe trug. Bei den Kontobewegungen, zu denen er den Mitarbeiter Dominke befragt, fallen über einen Zeitraum von mehr als drei Jahren regelmäßige Abhebungen von 1.500 D-Mark im Quartal auf. Außerdem hat Dreyer einige Tage zuvor das gesamte Guthaben von seinem Privatkonto abgehoben. Dies spricht für den Verdacht, dass er die Firmengelder unterschlagen hat und untergetaucht ist.
Am Abend sucht Ingrid das Ehepaar Stockart auf, das im Stadtteil Ottensen einen Kleiderverleih betreibt, doch Frau Stockart beharrt zunächst erneut darauf, nicht zu wissen, wo sich ihr Mann aufhält. Unerwartet steht der dann aber doch vor Ingrid. Auch er hat dieselben Vermutungen wie die Polizei, doch Ingrid erwähnt eine Erpressung Stockarts, ehe sie den Laden verlässt. Da das Haus von Dreyer überwacht wird, konnten die Beamten Ingrid folgen. Nachdem sie den Laden verlassen hat, stößt Hornschuh nur auf Frau Stockart, die auch ihm gegenüber aussagt, sie wisse nicht, wo ihr Mann sich aufhalte.
Bei der Überprüfung Stockarts fällt auf, dass er vor einigen Jahren aus Remscheid zugezogen ist. Ingrid bittet Ketterle um ein Gespräch, doch bevor er zu ihr fährt, sucht er noch einmal Ewald Dominke auf, um sich nach dem Privatkonto von Dreyer zu erkundigen und entdeckt ein Buch über Tonbandtechnik. Dominke ist der Untermieter von Rosi Sommerfeld, einer Kneipenwirtin, mit der Ketterle vor vielen Jahren einmal beruflich zu tun hatte und zu der er seitdem eine freundschaftliche Beziehung pflegt. Sie erzählt ihm eine merkwürdige Geschichte von ihrem Kanarienvogel, der am Montag Abend eingegangen war, den sie aber am nächsten Morgen, dem Tag von Dreyers Verschwinden, plötzlich wieder habe singen hören. 
Ingrid hält für Ketterle eine Überraschung parat: Als das Hotel in Remscheid brannte, arbeitete ihr wegen Unterschlagung vorbestrafter Vater dort als Buchhalter. Er nahm das Geld und die Wertsachen aus dem Safe, traf aber beim Verlassen des Hotels auf den Portier – Felix Stockart. In Panik warf er den Safeinhalt weg und flüchtete. Da er sich nicht wieder meldete, ging man davon aus, er sei bei dem Brand ums Leben gekommen. Zwei Jahre später begann Stockart, der von der Vorstrafe Dreyers wusste, diesen zu erpressen. Da Dreyer sich gerade eine neue Existenz aufgebaut hatte, konnte er nicht zulassen, dass Stockart seinen neuen Arbeitgeber von der Vorstrafe in Kenntnis setzen würde und zahlte. 
Ingrid gibt Ketterle gegenüber zu, Stockart aufgesucht zu haben, weil sie aufgrund der Beobachtungen Volkers geglaubt hatte, ihr Vater könne Stockart ermordet haben. Ketterle kommen allmählich Zweifel am Verschwinden Dreyers. Da der Brandstifter gefasst war, kam Dreyer als Täter nicht mehr in Betracht, weshalb also sollte er sich gerade jetzt absetzen? Noch merkwürdiger erscheint, dass Dreyer bei seiner angeblichen Flucht sowohl Kamm als auch Zahnbürste seiner Tochter mitgenommen hat. Außerdem weist Ingrid den Kommissar auf eine offensichtliche Manipulation des Garagenfensters hin. Bei der Gelegenheit findet Ketterle in der Garage einen weiteren Handschuh, Sekunden später entdeckt er im Garten eine männliche Gestalt. Da er glaubt, es handele sich um Stockart, stoppt er einen Streifenwagen und lässt sich nach Ottensen fahren. Nur wenige Minuten danach wird Ingrid in der Garage angeschossen. 
Als Ketterle bei Stockarts ankommt, sieht er Dominke den Laden verlassen. Dieser erklärt, er habe sich Stockart einmal ansehen wollen, da der Name, den Ketterle bei der Befragung erwähnt hatte, ihm zwar nichts sagte, aber er das Gesicht vielleicht schon einmal gesehen haben könnte. Allerdings habe er Stockart nicht angetroffen. Kurz darauf wird dieser telefonisch von Dreyer zu einem Firmengelände im Hafen beordert, wo aus dem Hinterhalt auf ihn geschossen wird. Frau Stockart verrät Hornschuh, der den Laden durchsuchen soll, den Aufenthaltsort ihres Mannes, die Polizei kann ihn unverletzt festnehmen. Die Beamten untersuchen nochmals Dreyers Wagen und finden an einer unzugänglichen Stelle einen dritten Handschuh, der die gleiche Größe aufweist, wie der, der auf dem Fahrersitz lag. Der Handschuh, den Ketteler in der Garage fand, war allerdings größer. Er lässt sich von Husemann und Dominke bestätigen, dass es sich bei den im Wagen gefundenen Handschuhen tatsächlich um die Dreyers handelt.                    
Hornschuh berichtet Ketteler vom Brand einer Scheune in der Nähe von Winsen (Luhe) in der Nacht nach dem Verschwinden Dreyers. Die Feuerwehr fand dort eine verkohlte Leiche und eine Uhr, die bereits als die Dreyers identifiziert werden konnte. Stockart gibt bei einem neuerlichen Verhör zu, auf Ingrid geschossen zu haben, bestreitet aber die Tötung Dreyers. Er habe ihn zwar aufgesucht, aber nur kurz gesprochen. Wenig später habe er Dreyer mit seinem Wagen wegfahren sehen.
Fast zur selben Zeit überrascht Ingrid ihren Vater beim Durchsuchen des Wohnzimmers, doch er kann fliehen. Sie vermutet, dass er seinen Reisepass gesucht habe. Damit hat Ketterle das letzte Teil in seinem Puzzle gefunden. Er sucht Dominke auf und konfrontiert ihn mit seinen Ermittlungsergebnissen. Dominke hatte schon lange geplant, sein bisheriges Leben hinter sich zu lassen und einen Plan geschmiedet, für den er einen Mann brauchte, der ihm in Statur und Aussehen ähnelte. Diesen hatte er in Dreyer gefunden. Als Dreyer am Dienstag Morgen mit Stockart sprach, stieg Dominke durch das präparierte Fenster in Dreyers Garage ein, tötete ihn dort und verfrachtete die Leiche in den Kofferraum des Wagens, was von Volker beobachtet wurde. Dann packte er einen Koffer, um es so aussehen zu lassen, als sei Dreyer geflüchtet. Dabei beging Dominke den Fehler, die falsche Zahnbürste und den falschen Kamm einzupacken. Anschließend nahm er in der Maske Dreyers das Geld in der Bank in Empfang. In der Nacht brachte er den Toten in die Scheune, steckte diese in Brand und stellte den Wagen am Hafen ab. Um zu suggerieren, Dreyer sei noch am Leben, vereinbarte Dominke unter Dreyers Namen mit Stockart das Treffen am Hafen, um ihn dort umzubringen. Einen weiteren Fehler beging Dominke, als er als Dreyer verkleidet noch einmal in dessen Haus zurückkehrte, um den Reisepass zu holen, ihn aber nicht dort suchte, wo Dreyer ihn normalerweise aufbewahrte. Als Alibi diente Dominke die Aussage Rosis, die bestätigte, am Morgen, als der angebliche Dreyer das Geld von der Bank abholte, aus Dominkes Zimmer Geräusche seiner Morgentoilette gehört zu haben, allerdings zu ihrer Verwunderung auch den singenden Kanarienvogel. Dominke hatte diese Geräusche vorher per Tonband aufgenommen und morgens abspielen lassen, nicht ahnend, dass das Tier nicht mehr am Leben war. Als letztes Beweisstück präsentiert Ketterle den dritten Handschuh aus der Garage Dreyers. Ewald Dominke lässt sich widerstandslos festnehmen.                   

## Sonstiges
Beide Folgen hatten eine Länge von jeweils 65 Minuten. Der erste Teil lief am Sonnabend, dem 21. Januar 1967, der zweite Teil einen Tag später, jeweils zur Hauptsendezeit ab 20.15 Uhr. Die Ausstrahlung erfolgte zur gleichen Zeit, zu der üblicherweise in der ARD die Durbridge-Krimis liefen. Ein Jahr zuvor war im Januar Melissa zu sehen, 1968 folgte Ein Mann namens Harry Brent.
Off-Sprecher der Zusammenfassung des ersten Teils zu Beginn der Fortsetzung war Alf Marholm.
Hinter dem Namen Stefan Murr verbirgt sich das Autorenehepaar Bernhard und Charlotte Horstmann, das unter diesem Pseudonym zahlreiche Kriminalromane veröffentlichte.
Die Kritiken waren überwiegend positiv. Gelobt wurde neben dem Drehbuch und der gesamten Inszenierung Willi Roses Darstellung des Hauptermittlers Ketteler.
Der dritte Handschuh wurde gemeinsam mit dem ebenfalls zweiteiligen Kriminalfernsehfilm Die Katze im Sack als Teil 17 der Reihe „Straßenfeger“ auf DVD veröffentlicht.